# Zechsteinriffe in der Orlasenke und Döbritzer Schweiz
Zechsteinriffe in der Orlasenke und Döbritzer Schweiz este o arie protejată (arie specială de conservare — SAC, sit de importanță comunitară — SCI) din Germania întinsă pe o suprafață de 448 ha, integral pe uscat.

## Localizare
Centrul sitului Zechsteinriffe in der Orlasenke und Döbritzer Schweiz este situat la coordonatele 50°40′28″N 11°34′16″E / 50.6744°N 11.5711°E.

## Înființare
Situl Zechsteinriffe in der Orlasenke und Döbritzer Schweiz a fost declarat sit de importanță comunitară în septembrie 2000 pentru a proteja 9 specii de animale. Situl a fost protejat și ca arie specială de conservare în iulie 2008.

## Biodiversitate
Situată în ecoregiunea continentală, aria protejată conține 16 habitate naturale: Lacuri eutrofice naturale cu vegetație de tip Magnopotamion sau Hydrocharition, Cursuri de apă de la nivel de câmpie la nivel montan, cu vegetație Ranunculion fluitantis și Callitricho-Batrachion, Formațiuni de Juniperus communis pe lande sau pajiști calcaroase, Pajiști carstice calcaroase sau bazofile, de Alysso-Sedion albi, Pajiști uscate seminaturale și facies de acoperire cu tufișuri pe substraturi calcaroase (Festuco-Brometalia) (* situri importante pentru orhidee), Pajiști uscate seminaturale și facies de acoperire cu tufișuri pe substraturi calcaroase (Festuco-Brometalia) (* situri importante pentru orhidee), Liziere de ierburi înalte hidrofile de câmpie și de nivel montan până la alpin, Fânețe de joasă altitudine (Alopecurus pratensis, Sanguisorba officinalis), Grohotișuri medio-europene calcaroase, de la nivel colinar și montan, Pante stâncoase calcaroase cu vegetație casmofită, Pante stâncoase silicioase cu vegetație casmofită, Peșteri inaccesibile publicului, Păduri de fag Asperulo-Fagetum, Păduri de stejar și carpen Galio-Carpinetum, Păduri pe pante, grohotișuri și ravene de Tilio-Acerion, Păduri aluvionare cu Alnus glutinosa și Fraxinus excelsior (Alno-Padion, Alnion incanae, Salicion albae).
La baza desemnării sitului se află mai multe specii protejate:
- păsări (6): buha (Bubo bubo), sfrâncioc roșiatic (Lanius collurio), gaia roșie (Milvus milvus), pietrar sur (Oenanthe oenanthe), mărăcinar (Saxicola rubetra), silvie porumbacă (Sylvia nisoria)
- mamifere (3): liliac cârn (Barbastella barbastellus), liliac comun (Myotis myotis), liliacul mic cu potcoavă (Rhinolophus hipposideros)

Pe lângă speciile protejate, pe teritoriul sitului au mai fost identificate 19 specii de plante, 1 specie de păsări, 2 specii de amfibieni, 6 specii de mamifere, 42 de specii de nevertebrate, 3 specii de reptile.